# Syzygium vulcanicum
Syzygium vulcanicum là một loài thực vật có hoa trong Họ Đào kim nương. Loài này được Elmer ex Merr. miêu tả khoa học đầu tiên năm 1951.